# Honda FR-V
Honda FR-V (Honda Edix) — шестиместный компактвэн, выпускавшийся японской компанией Honda с 2004 по август 2009 года, созданный на платформе кроссовера CR-V.  Посадочная формула в Honda FR-V — 3+3 (3 сидения спереди и 3 сзади). Центральное кресло переднего ряда рассчитано больше на ребёнка — в Европе автомобиль так и преподносился, как «создающий уют родителям и ребёнку в передней части салона».

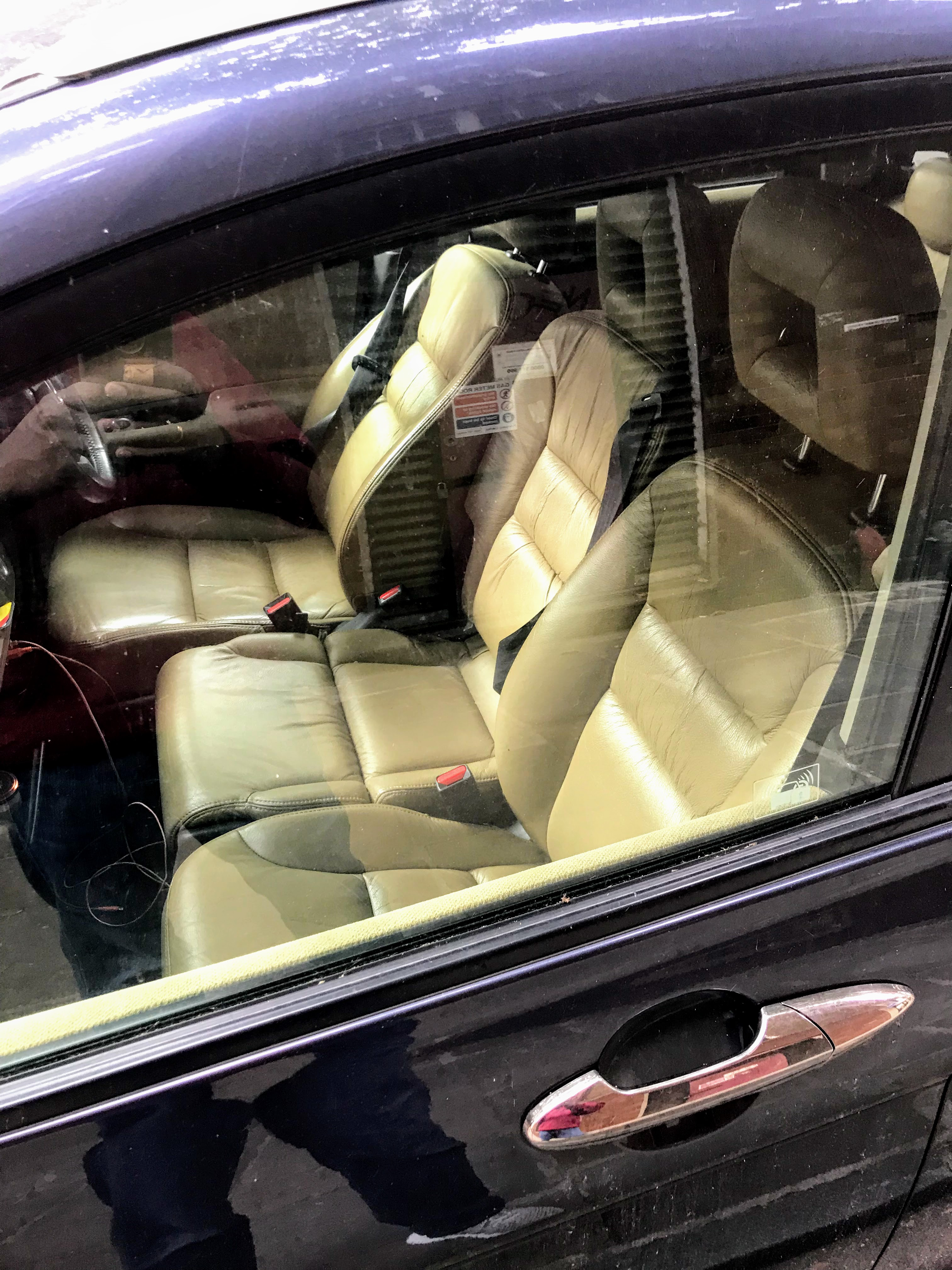
Передний ряд сидений

## Двигатели
FR-V доступен с тремя бензиновыми и одним дизельным двигателем.
- 1.7 VTEC — 125 л/с (93 кВт) при 6300 об/мин и 154 Н·м
- 1.8 i-VTEC — 138 л/с (103 кВт)
- 2.0 i-VTEC — 150 л/с (112 кВт) при 6500 об/мин и 192 Н·м
- 2.2 i-CTDi — 140 л/с (104 кВт) при 4000 об/мин и 340 Н·м

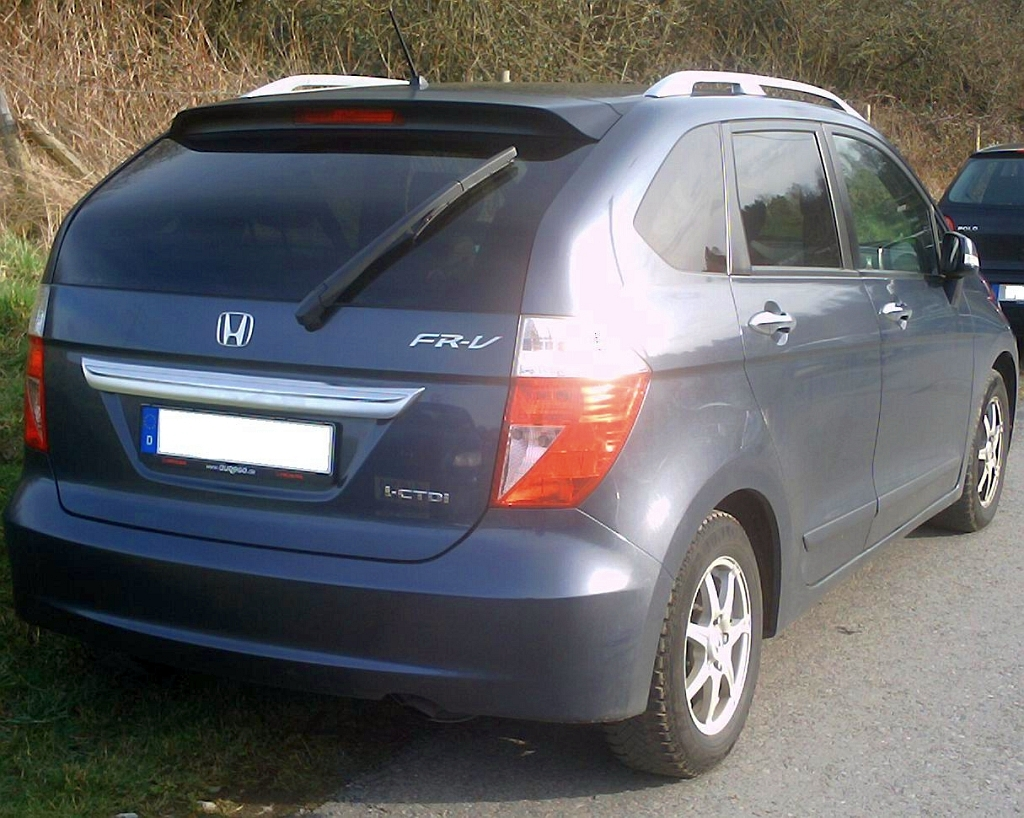
Honda FR-V, вид сзади

Весной 2007 года двигатели 1.7 VTEC и 2.0 i-VTEC были заменены новым 1.8 i-VTEC (который также применялся на Honda Civic VIII).